# Чортај
Чортај је раса хрта настала у Руској Империји, данашањој Украјине.
За чортаја се каже да подсећа на укрштање између хрта и краткодлаког барзоја, будући да је јако грађени гонич са способношћу да брзо тчи, али ипак показује типичне особине хрта.
Верује се да је чортај настао од сада изумрле расе кримстаја и горскаја и да је био омиљена раса руског племства; један пас је био изложен у Лондонском зоолошком врту 1829. као руски хрт, иако су иначе ретко виђени ван своје земље.  После Октобарске револуције, остаци из напуштених одгајивачница у власништву племства су у великој мери укрштани са локалним врстама гонича који су произвели оно што је сада познато као јужноруски степски гонич, упркос томе, раса је добила признање од совјетских власти на кинолошком конгресу у Москви 1952. године.  Бројност ове расе је стално опадала у периоду Совјетског Савеза до тачке скорог изумирања, али са распадом Совјетског Савеза дошло је до обновљеног интересовања за предреволуционарне расе у Русији и учињени су покушаји да се ова раса спасе.
Чортај учествује у лову на традиционалан руски начин: ловци јашу на коњима у пратњи пса гонича и птице грабљивице.